# Speranza (nome)
Speranza  è un nome proprio di persona italiano femminile.

## Varianti
- Femminili: Speranzia, Speme[senza fonte]
  - Alterati: Speranzina
- Maschili: Speranzo, Speranzio[1]
  - Alterati: Speranzino

### Varianti in altre lingue
- Spagnolo: Esperanza[2]
- Tardo latino: Sperantia[2]
- Yiddish: שְׁפּרִינְצָא (Shprintza)[3], שְׁפּרִינְצֶע (Shprintze)[3]
  - Alterati: שְׁפּרִינְצֶעל (Shprintzel)[3]

## Origine e diffusione
Di significato molto trasparente, "speranza", si è affermato in riferimento alla omonima virtù teologale nonché grazie alla devozione per la Madonna della Speranza. Etimologicamente deriva dal tardo latino Sperantia, basato sul verbo sperare. È analogo per semantica ai prenomi Elpidio, Hope, Tesfaye, Nadežda e Toivo.
La variante Speme, accentrata nel Vicentino e nell'Udinese, rappresenta la forma poetica ed arcaica della parola "speranza". Il nome yiddish שְׁפּרִינְצָא (Shprintza), con relative varianti, potrebbe essere un derivato di Sperantia, ma non ve ne è la certezza.

## Onomastico
L'onomastico si può festeggiare:
- l'8 febbraio, in memoria della beata Madre Speranza di Gesù;[4]
- il 1º agosto, in memoria di santa Speranza, martire con la madre Sofia e le sorelle Fede e Carità[5].

## Persone
- Speranza di Gesù Alhama Valera, religiosa spagnola
- Speranza Scappucci, direttrice d'orchestra italiana

### Variante Esperanza

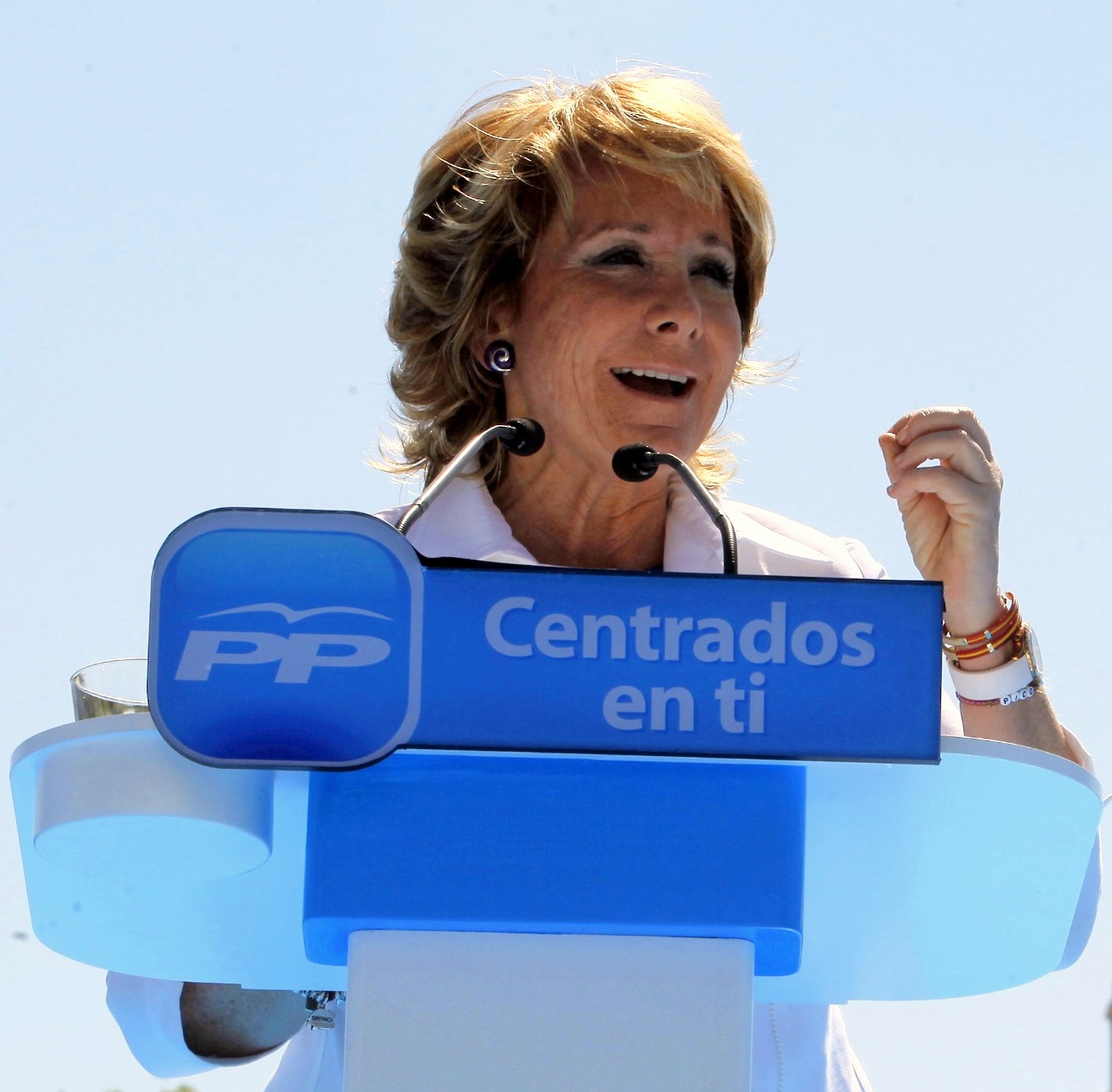
Esperanza Aguirre

- Esperanza Aguirre, politica spagnola
- Esperanza Gómez, pornoattrice e modella colombiana
- Esperanza Spalding, bassista e cantante statunitense

## Il nome nelle arti
- L'amica di nonna Speranza è una poesia di Guido Gozzano.
- Speranza, è un personaggio della serie televisiva Xena - Principessa guerriera.
- Esperanza de la Vega, personaggio del film La maschera di Zorro, del 1998 diretto da Martin Campbell.